# Latillé
Latillé est une commune du Centre-Ouest de la France, située au sud-ouest du bourg de Vouillé dans le département de la Vienne en région Nouvelle-Aquitaine.

## Nom des habitants
Selon l'usage, le gentilé des habitants de Latillé est Latillacquois (Latillacquoise).

### Climat
Pour des articles plus généraux, voir Climat de la Nouvelle-Aquitaine et Climat de la Vienne.
Historiquement, la commune est exposée à un climat océanique du nord-ouest.  
En 2020, Météo-France publie une typologie des climats de la France métropolitaine dans laquelle la commune est dans une zone de transition entre le climat océanique et le climat océanique altéré et est dans la région climatique  Poitou-Charentes, caractérisée par un bon ensoleillement, particulièrement en été et des vents modérés.
Pour la période 1971-2000, la température annuelle moyenne est de 11,7 °C, avec une amplitude thermique annuelle de 14,8 °C. Le cumul annuel moyen de précipitations est de 770 mm, avec 11,6 jours de précipitations en janvier et 6,6 jours en juillet. Pour la période 1991-2020, la température moyenne annuelle observée sur la station météorologique la plus proche, située sur la commune de Vouillé à 7,55 km à vol d'oiseau, est de 12,3 °C et le cumul annuel moyen de précipitations est de 656,6 mm,. Pour l'avenir, les paramètres climatiques de la commune estimés pour 2050 selon différents scénarios d’émission de gaz à effet de serre sont consultables sur un site dédié publié par Météo-France en novembre 2022.

## Géographie

### Communes limitrophes
|                      | Ayron            |                    |
| Vasles (Deux-Sèvres) | Latillé          | Chiré-en-Montreuil |
|                      | Boivre-la-Vallée |                    |

### Hydrographie
Latillé est traversée par l'Auxances.

## Urbanisme

### Typologie
Au 1er janvier 2024, Latillé est catégorisée bourg rural, selon la nouvelle grille communale de densité à sept niveaux définie par l'Insee en 2022.
Elle est située hors unité urbaine. Par ailleurs la commune fait partie de l'aire d'attraction de Poitiers, dont elle est une commune de la couronne,. Cette aire, qui regroupe 97 communes, est catégorisée dans les aires de 200 000 à moins de 700 000 habitants,.

### Occupation des sols
L'occupation des sols de la commune, telle qu'elle ressort de la base de données européenne d’occupation biophysique des sols Corine Land Cover (CLC), est marquée par l'importance des territoires agricoles (89,1 % en 2018), une proportion sensiblement équivalente à celle de 1990 (89,6 %). La répartition détaillée en 2018 est la suivante : 
terres arables (69 %), prairies (11,7 %), zones agricoles hétérogènes (8,4 %), forêts (7,1 %), zones urbanisées (3,7 %). L'évolution de l’occupation des sols de la commune et de ses infrastructures peut être observée sur les différentes représentations cartographiques du territoire : la carte de Cassini (XVIIIe siècle), la carte d'état-major (1820-1866) et les cartes ou photos aériennes de l'IGN pour la période actuelle (1950 à aujourd'hui).

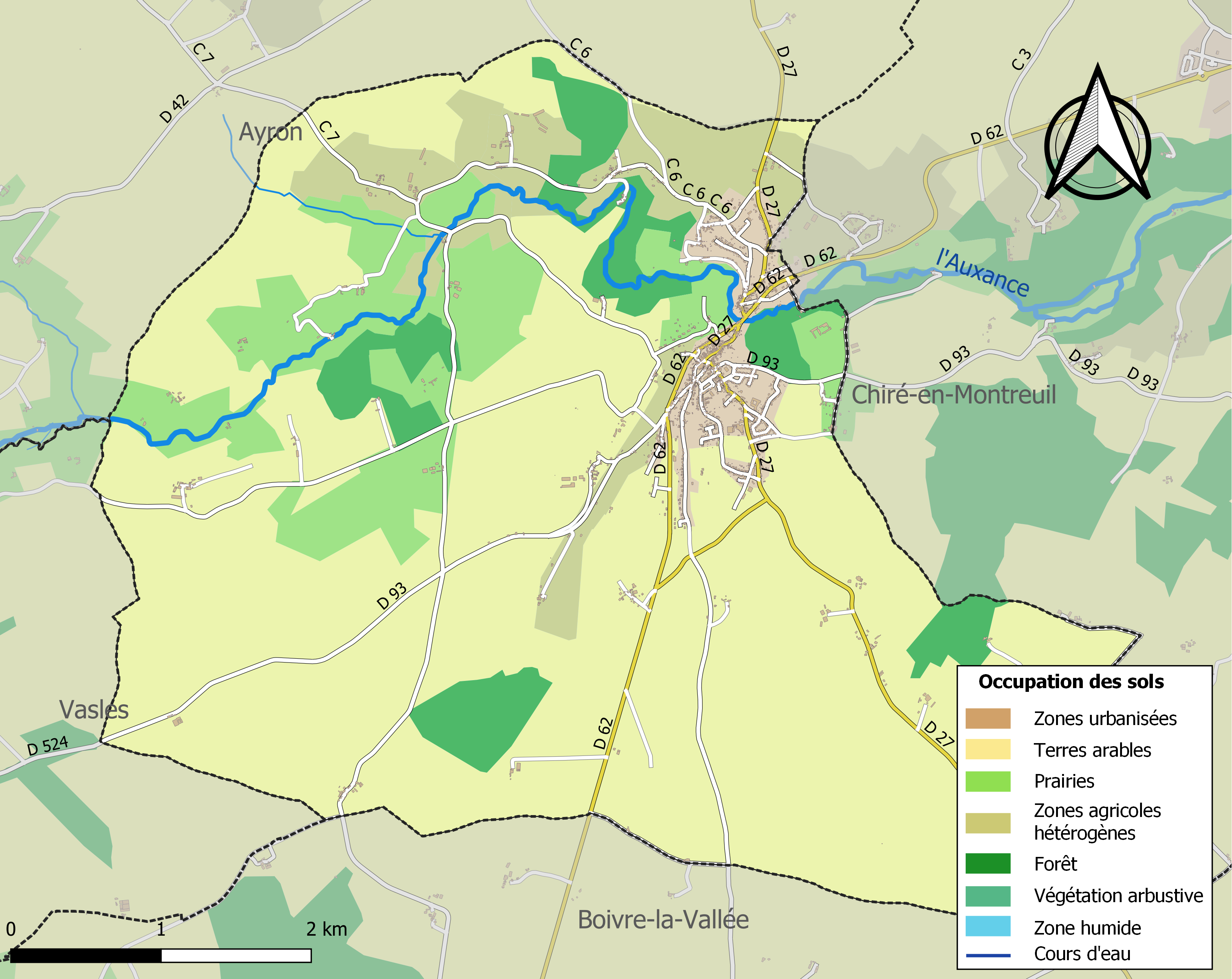
Carte des infrastructures et de l'occupation des sols de la commune en 2018 (CLC).

### Risques majeurs
Le territoire de la commune de Latillé est vulnérable à différents aléas naturels : météorologiques (tempête, orage, neige, grand froid, canicule ou sécheresse), inondations, mouvements de terrains et séisme (sismicité modérée). Il est également exposé à un risque technologique,  le transport de matières dangereuses, et à un risque particulier : le risque de radon. Un site publié par le BRGM permet d'évaluer simplement et rapidement les risques d'un bien localisé soit par son adresse soit par le numéro de sa parcelle.

#### Risques naturels
Certaines parties du territoire communal sont susceptibles d’être affectées par le risque d’inondation par débordement de cours d'eau, notamment l'Auxance. La commune a été reconnue en état de catastrophe naturelle au titre des dommages causés par les inondations et coulées de boue survenues en 1982, 1983, 1993, 1995, 1999 et 2010,.

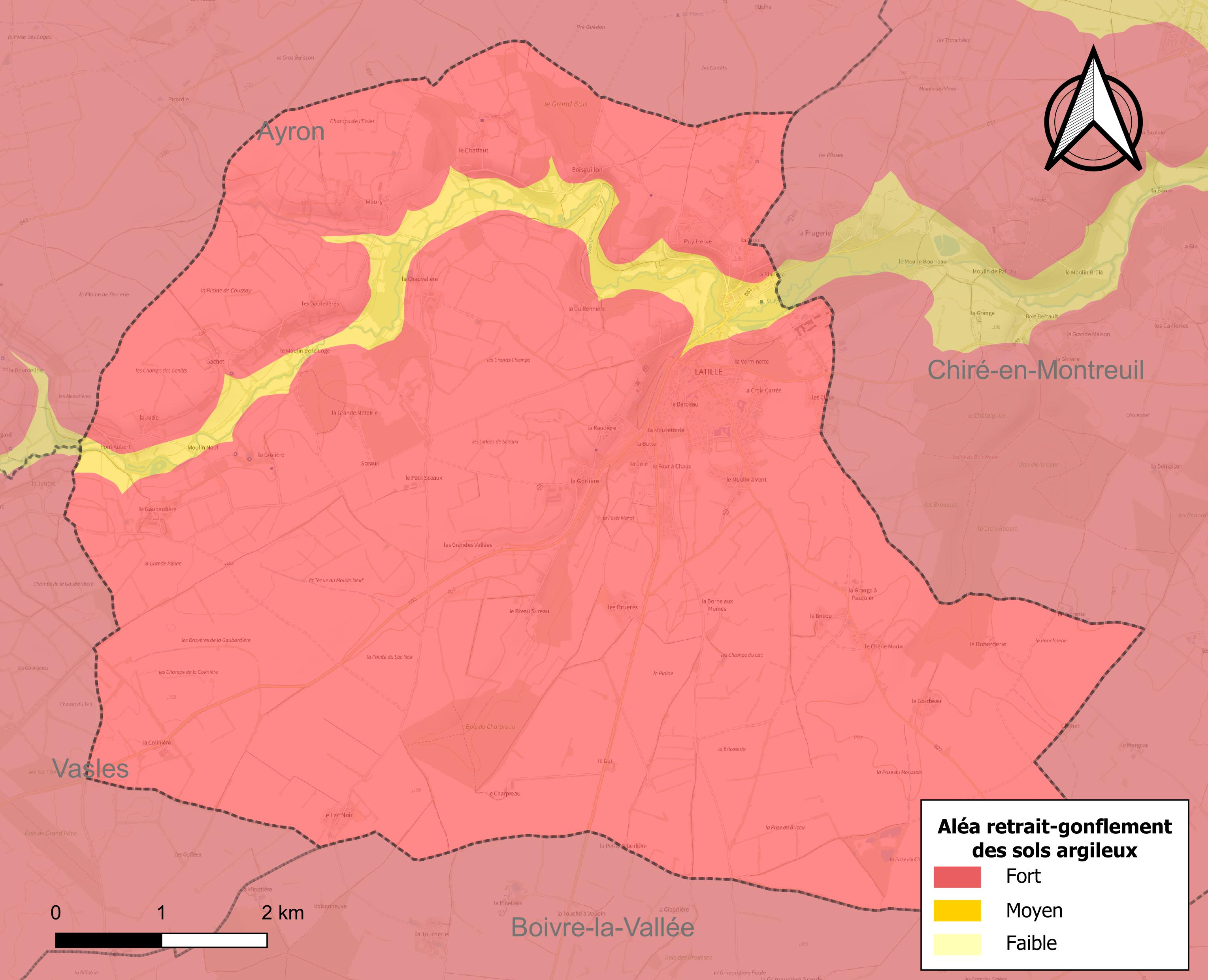
Carte des zones d'aléa retrait-gonflement des sols argileux de Latillé.

Les mouvements de terrains susceptibles de se produire sur la commune sont des tassements différentiels. Le retrait-gonflement des sols argileux est susceptible d'engendrer des dommages importants aux bâtiments en cas d’alternance de périodes de sécheresse et de pluie. La totalité de la commune est en aléa moyen ou fort (79,5 % au niveau départemental et 48,5 % au niveau national). Depuis le 1er octobre 2020, en application de la loi ÉLAN, différentes contraintes s'imposent aux vendeurs, maîtres d'ouvrages ou constructeurs de biens situés dans une zone classée en aléa moyen ou fort,.
La commune a été reconnue en état de catastrophe naturelle au titre des dommages causés par la sécheresse en 1989, 1991, 2003, 2005, 2011 et 2017 et par des mouvements de terrain en 1999 et 2010.

#### Risque particulier
Dans plusieurs parties du territoire national, le radon, accumulé dans certains logements ou autres locaux, peut constituer une source significative d’exposition de la population aux rayonnements ionisants. Selon la classification de 2018, la commune de Latillé est classée en zone 3, à savoir zone à potentiel radon significatif.

## Toponymie
Le nom de la ville proviendrait du latin tilia qui signifie tilleul. Ce nom évoquerait les nombreux tilleuls qui ont été plantés dans le bourg.

## Histoire
Durant la Seconde Guerre mondiale, le maire de Latillé, le Dr Roux, entre en résistance. Il refuse de faire l’affichage des avis et ordres de l’occupant, et organise le réseau Buckmaster dans la Vienne. Il est déporté en Allemagne.

## Politique et administration

### Instances judiciaires et administratives
La commune relève du tribunal d'instance de Poitiers, du tribunal de grande instance de Poitiers, de la cour d'appel  de Poitiers, du tribunal pour enfants de Poitiers, du conseil de prud'hommes de Poitiers, du tribunal de commerce de Poitiers, du tribunal administratif de Poitiers et de la cour administrative d'appel  de  Bordeaux,  du tribunal des pensions de Poitiers, du tribunal des affaires de la Sécurité sociale de la Vienne, de la cour d’assises de la Vienne.

### Services publics
Les réformes successives de la Poste ont conduit à la fermeture de nombreux bureaux de poste ou à leur transformation en simple relais. Toutefois, la commune a pu maintenir le sien ouvert quelques demi journées par semaine. Elle est ouverte le matin excepté le lundi et le dimanche.
Il y a un marché dominical de 8 heures à 13 heures et le lundi selon les mêmes horaires.

## Démographie
L'évolution du nombre d'habitants est connue à travers les recensements de la population effectués dans la commune depuis 1793. Pour les communes de moins de 10 000 habitants, une enquête de recensement portant sur toute la population est réalisée tous les cinq ans, les populations de référence des années intermédiaires étant quant à elles estimées par interpolation ou extrapolation. Pour la commune, le premier recensement exhaustif entrant dans le cadre du nouveau dispositif a été réalisé en 2007.

En 2022, la commune comptait 1 483 habitants, en évolution de +1,51 % par rapport à 2016 (Vienne : +0,6 %, France hors Mayotte : +2,11 %).
| 1793 | 1800  | 1806  | 1821  | 1831  | 1836  | 1841  | 1846  | 1851  |
| ---- | ----- | ----- | ----- | ----- | ----- | ----- | ----- | ----- |
| 980  | 1 056 | 1 064 | 1 169 | 1 181 | 1 254 | 1 249 | 1 350 | 1 400 |

| 1856  | 1861  | 1866  | 1872  | 1876  | 1881  | 1886  | 1891  | 1896  |
| ----- | ----- | ----- | ----- | ----- | ----- | ----- | ----- | ----- |
| 1 381 | 1 355 | 1 346 | 1 344 | 1 342 | 1 375 | 1 415 | 1 416 | 1 415 |

| 1901  | 1906  | 1911  | 1921  | 1926  | 1931  | 1936  | 1946  | 1954  |
| ----- | ----- | ----- | ----- | ----- | ----- | ----- | ----- | ----- |
| 1 371 | 1 349 | 1 286 | 1 219 | 1 168 | 1 175 | 1 180 | 1 123 | 1 183 |

| 1962  | 1968 | 1975  | 1982  | 1990  | 1999  | 2006  | 2007  | 2012  |
| ----- | ---- | ----- | ----- | ----- | ----- | ----- | ----- | ----- |
| 1 069 | 972  | 1 013 | 1 239 | 1 305 | 1 355 | 1 417 | 1 425 | 1 515 |

| 2017  | 2022  | - | - | - | - | - | - | - |
| ----- | ----- | - | - | - | - | - | - | - |
| 1 440 | 1 483 | - | - | - | - | - | - | - |

La densité de population de la commune est de 57 hab./km2. Celle du département est  de 61 hab./km2. Elle est de 68 hab./km2 pour la région Poitou-Charentes et de 115 hab./km2 pour la France (INSEE- 2008).

## Économie
Selon la direction Régionale de l'Alimentation, de l'Agriculture et de la Foret de Poitou-Charentes, il n'y a plus que 28 exploitations agricoles en 2010 contre 34 en 2000.
Les surfaces agricoles utilisées ont augmenté et sont passées de 2 383 hectares en 2000 à 2 535 hectares en 2010. Ces chiffres indiquent une concentration des terres sur un nombre plus faible d’exploitations. Cette tendance est conforme à l’évolution  constatée sur tout le département de la Vienne puisque de 2000 à 2007, chaque exploitation a gagné en moyenne 20 hectares.
44 % des surfaces agricoles sont destinées à la culture des céréales (blé tendre pour 71 % mais aussi de l'orge), 36 % pour les oléagineux (essentiellement du colza et un peu de tournesol), 11 % pour le fourrage et 4 % reste en herbes. En 2000, deux hectares étaient consacrés à la vigne.
Huit exploitations en 2010 (contre douze en 2000) abritent un élevage de bovins (898 têtes en 2010 contre 863 en 2000). six exploitations en 2010 (contre onze en 2000) abritent un élevage d'ovins (1 488 têtes en 2010 contre 2 336 têtes en 2000). Cette évolution est conforme à la tendance globale du département de la Vienne. En effet, le troupeau d’ovins, exclusivement destiné à la production de viande, a diminué de 43,7 % de 1990 à 2007. En 2011, le nombre de têtes dans le département de la Vienne était de 214 300. L'élevage de volailles qui n'existait pas en 2000 concerne cinq exploitations en 2010 (13 163 têtes).

## Culture locale et patrimoine

### Lieux et monuments
- Le château de La Chèze qui est inscrit comme Monument Historique pour le château lui-même, les communs, l'orangerie depuis 1985 et pour son parc depuis 2005.
- Église Saint-Cybard de Latillé.
- Ancienne gare des Voies Ferrées Economiques du Poitou restaurée et accueillant un mini-musée dédié au tramway à vapeur y circulant de 1921 à 1934, au sein d'une ancienne voiture voyageurs.

### Personnalités liées à la commune
- Adrien Jeudy, homme politique né le 11 mai 1795 à Latillé (Vienne) et décédé le 5 décembre 1865 à Latillé.